# Ганелин, Шолом Израилевич
Шолом Израйлевич Ганелин (1 декабря 1894 г. Полоцк, Витебская губ. — 20 декабря 1974 г. Ленинград) — известный специалист в области педагогики и её истории, автор многих работ по дидактике, один из создателей принципов и методов обучения и воспитания в школе. Доктор педагогических наук, профессор (1943), член-корреспондент Академии педагогических наук РСФСР (1947).

## Биография
Родился в семье раввина Израиля Ганелина и его жены Ривки Ганелиной-Шнеерсон, из семьи любавичских раввинов ветви Хабад.
Окончил Виленскую частную еврейскую гимназию П. И. Кагана (1914).
В 1915—1917 гг. учился на юридическом факультете Петроградского университета.
В 1919—1922 гг. окончил гуманитарный и внешкольный факультеты Петроградской педагогической академии.
В 1922—1925 гг. преподавал в Институте еврейских знаний.
Научно-педагогическая деятельность на протяжении более 50 лет (1924—1974) была связана с Ленинградским педагогическим институтом им. А. И. Герцена (ныне Российский государственный педагогический университет им А. И. Герцена).
Похоронен на Кладбище Памяти жертв 9-го января.

## Семья
Отец историка Р. Ш. Ганелина, врача-исследователя Л. Ш. Ганелиной и химика Е. Ш. Ганелиной.

## Основные научные труды
- История педагогики — М., 1940. (В соавторсве с Е. Я. Голантом)[3]
- Очерки по Истории Средней Школы в России Второй Половины 19 века (М., 1950 — 1-е изд.; М., 1954 — 2-е изд.)[3]
- Дидактический принцип сознательности (М., 1961)[3]
- Педагогика (М., 1966, автор, соавтор и соредактор)[3]
- История педагогики и современность (Л., 1970, автор глав)[3]

## Награды
- Значок «Отличник народного просвещения» (1948)
- Орден Ленина (1954)
- Медаль К. Д. Ушинского (1968)
- Лауреат Премии им. К. Д. Ушинского (1951)